# Самоходное судно

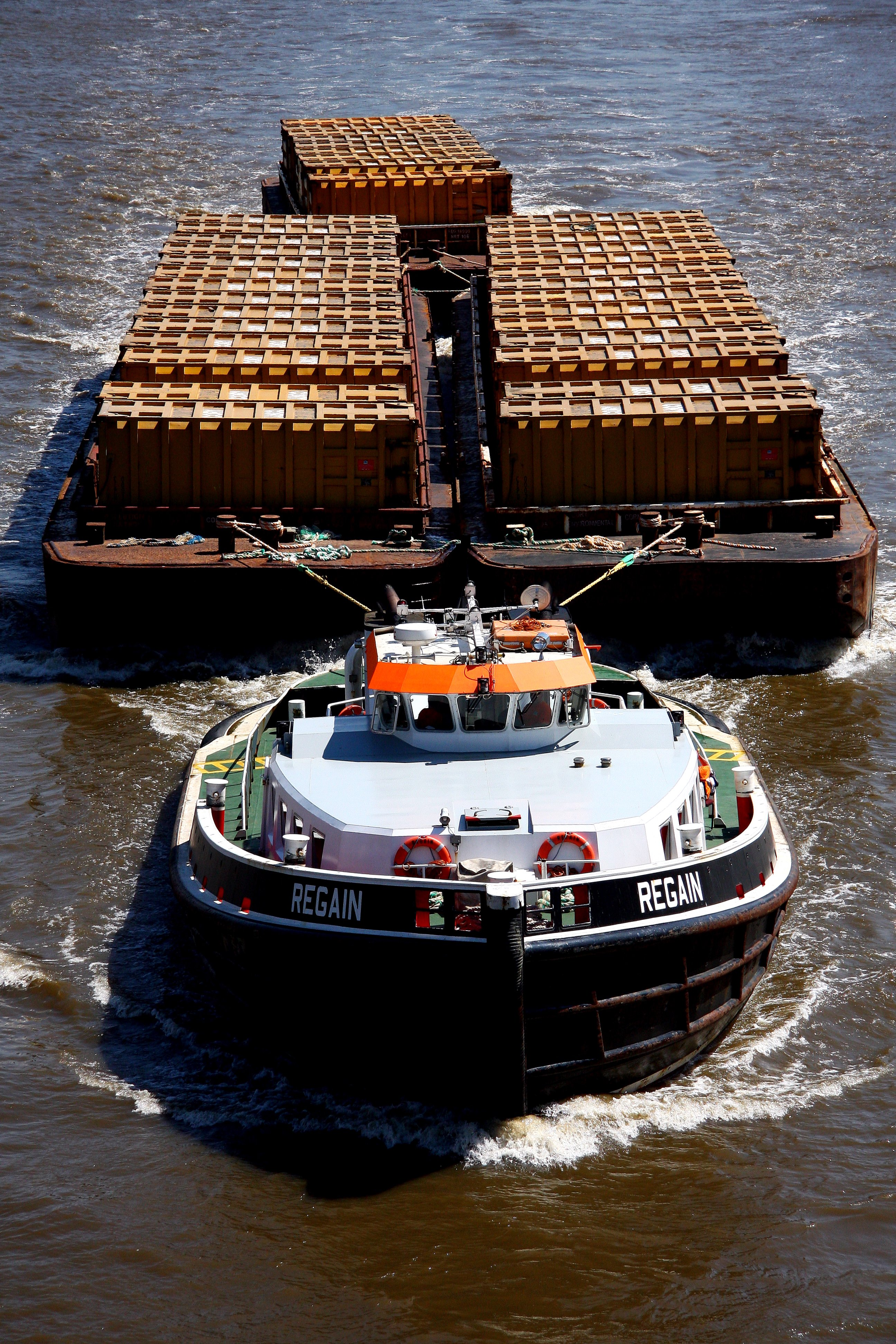
Самоходное судно на реке Темзе

Самоходное судно — судно, использующее собственную силовую установку для перемещения, за исключением судна, силовая установка которого используется только для совершения перемещений на незначительное расстояние или для увеличения его маневренности во время буксировки.

## История
Считается, что первым самоходным судном стал парусный корабль с силовой установкой в виде такелажа и рангоута.

## Принцип работы
Самоходное судно работает используя энергию полученную при помощи собственной энергетической установки или двигателя. 
Именно поэтому ведется спор о том является ли парусные суда самоходными или нет - с одной стороны они не преобразовывают энергию, с другой - не являются сторонними
источниками энергии.

## Законодательные акты
Законодательства многих стран признают самоходным судно с механическим двигателем.